# Lepidaphis deformans
Lepidaphis deformans är en insektsart. Lepidaphis deformans ingår i släktet Lepidaphis och familjen långrörsbladlöss. Inga underarter finns listade i Catalogue of Life.